# 中國茶藝

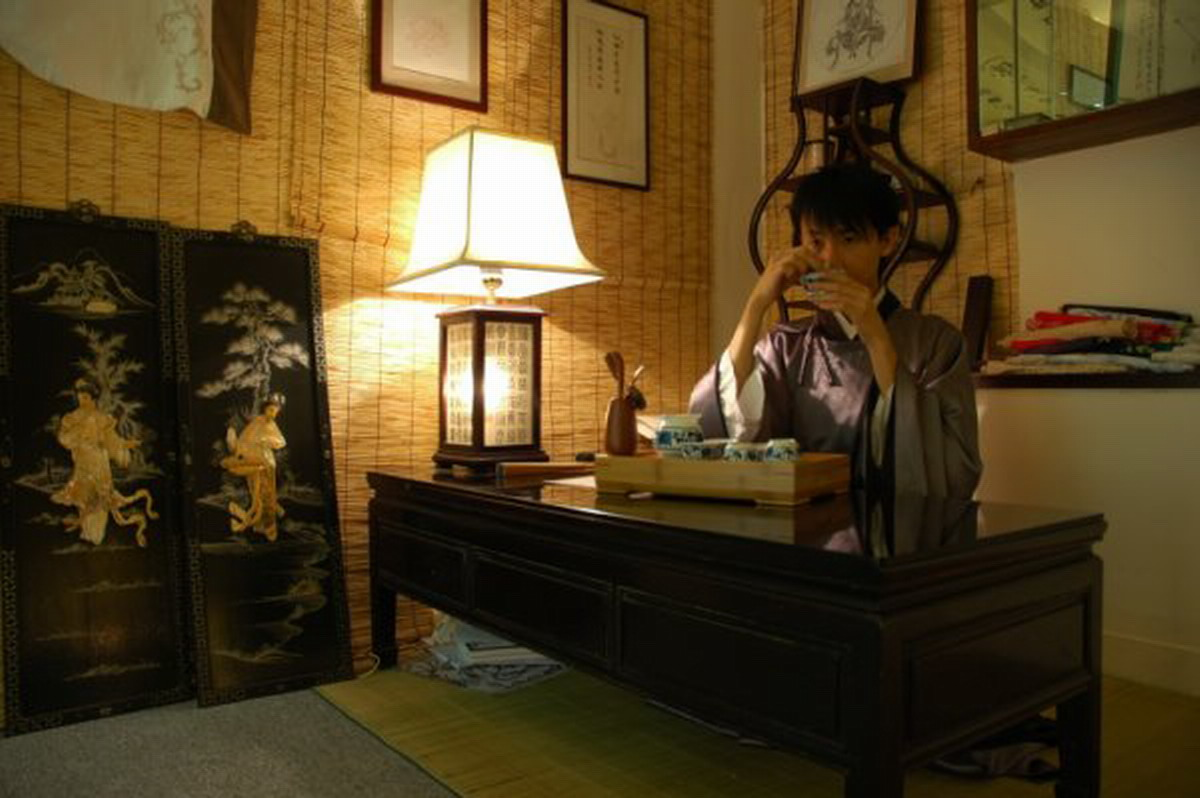
中國茶藝

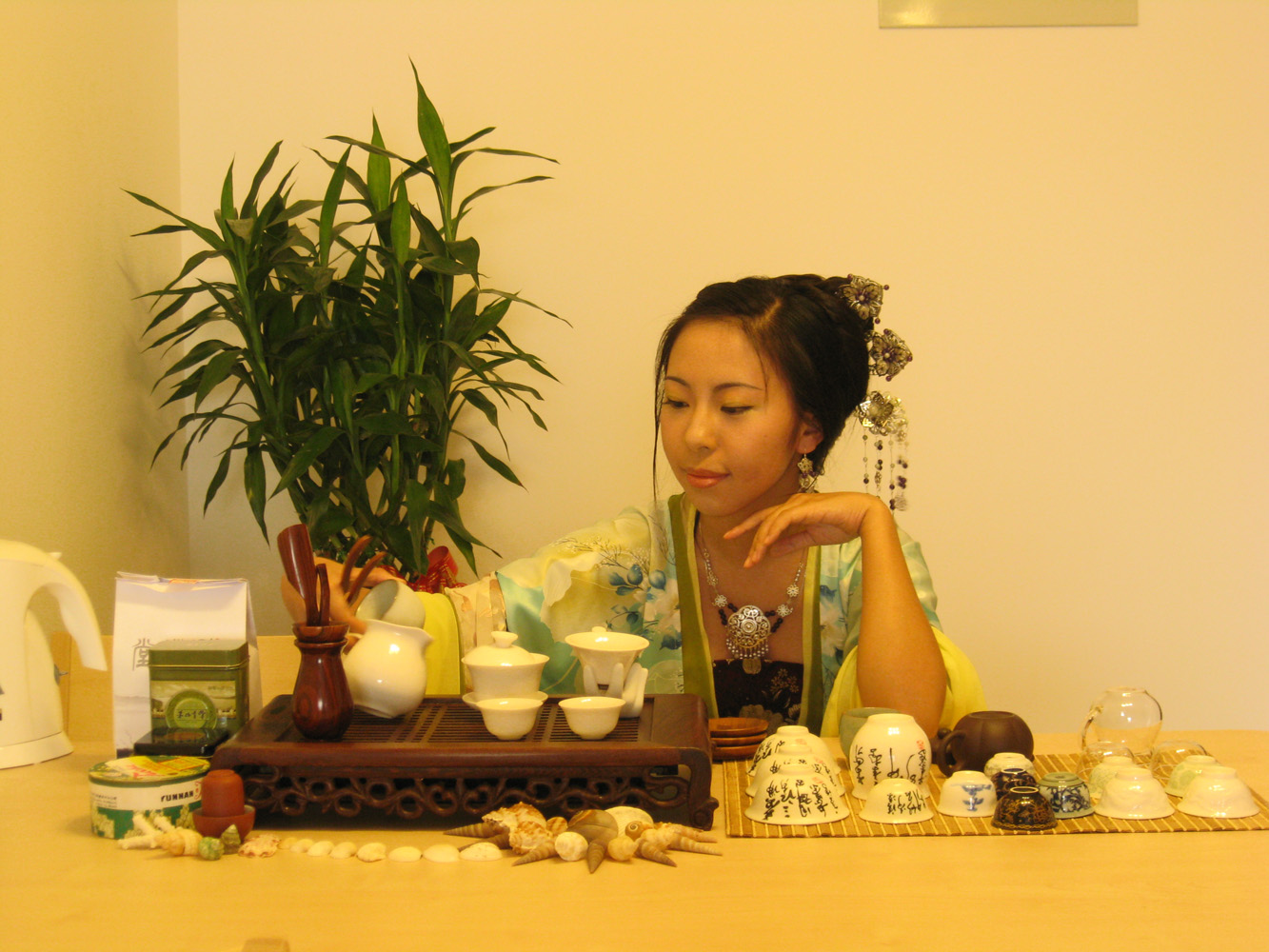
中國茶藝須使用特有的茶具

茶艺指儀式化的泡茶與饮茶技艺在中国已经存在很长一段时间，目前，开设茶艺馆在东亚文化圈已经蔚为潮流。

## 歷史
茶藝萌芽於魏晉南北朝，但早於西漢就有文獻記載當時人已有較為講究的品茶方式，王褒的《僮約》就有提到當時人烹茶已有專門的一套用具，品茶完畢就會好好貯存，雖然沒有詳細的品茶程序，但對茶具的重視已反映出當時飲茶已非純粹的飲用一種飲料，而是作為藝術去欣賞、品嘗。到了西晉，品茶的程序、步驟較前代更為講究，除了擇水、擇器、烹煮外，還重視泡出來的茶之賣相，茶的泡沫成為觀賞的對象，即後世稱之湯花。而最早有較詳細記載儀式化、藝術化飲茶是陸羽《茶經》中的煎茶藝，當中包括「五之煮」和「六之飲」。封演的《封氏見聞錄》記載陸羽之徒常伯熊的茶藝，他講究品茶的服飾、茶具、程序，形式富有觀賞性、藝術性的茶藝，並且具備自己的風格，即風雅派煮茶藝。當時僧侶用茶來集中自己的思想。皎然、盧仝、趙州禪師等人則是修行派煮茶藝的代表，趙州禪師曾經以「喫茶去」來接引學人。
唐代煮茶，多用薑盐添味，世稱薑鹽茶，诗人薛能《茶诗》云：“盐损添常戒，薑宜煮更黄。”當時已有痷茶法，即後世稱的泡茶，但因為当時制茶工艺尚未为冲泡法创造普及的技术条件，痷茶會有草青味和苦澀味，故未能普及。
宋朝流行点茶法，把茶叶碾成细末，沖出来的茶汤要色白如乳，《观林诗话》载，北宋苏轼喜欢凤翔玉女洞的泉水，每次去，都要取两瓶携回烹茶。苏轼有《和蒋夔寄茶》一诗：“老妻稚子不知爱，一半已入姜盐煎。”。苏轼本人很注重茶的养生效果，吃完饭后用浓茶漱口，可解除烦腻。當時還流行一種把茶汤纹脉形成物象的技藝，稱為茶百戲，又稱分茶、水丹青、汤戏、茶戏等，類似西方的咖啡拉花。
明代起泡茶開始流行，又稱煎茶，但與唐代流行的煎茶並不是同一方式。

## 類型
中國茶藝由於經歷多個時代，而各時代、各地域又發展出不同風格的茶藝，因此類型、流派眾多，儀式化的茶藝以瀹茶法可分為煮茶藝、煎茶藝、點茶藝、痷茶藝等，各大類中又可依茶具、品飲方式、精神思想等再分為小類。同樣的技法用於各流派中又產生不同的變化。

### 煮茶藝
煮茶藝是把茶直接放進水中，經過較長時間烹煮後飲用，可使用生採茶、散茶、末茶，冷水投茶或熱水投茶皆可。據西晉杜育《荈賦》載，煮茶藝，注重瀹茶水質、茶具材質等，要求以清流之水烹茶，以東隅之陶器為茶具，並以匏製的勺子舀茶。煮出來的茶，茶末沉底，浮在水面的湯花光如積雪，又如春花般燦爛。且重視茶的功效，喝下的茶要能調理精神，消除疲勞。也有加入其他材料煮成芼茶飲用。

### 芼茶藝
芼茶藝是把其他材料加入茶中一同飲用，可分為芼蔬藝（加入蔥、薑、棗、橘皮、茱萸、薄菏等）、芼果藝（加入水果）、芼花藝（加入花朵）等。

### 煎茶藝
煎茶藝，是把茶餅灸烤後碾碎，再投入熱水中稍為烹煮一下，再飲用。

#### 陸羽煎茶藝
據陸羽《茶經》〈五之煮〉和〈六之飲〉記載，煎茶藝有九個重點，包括采制、鉴别、器具、用火、选水、炙烤、碾末、烹煮、品饮。烹茶前要先灸茶，烘乾與曬乾的茶有不同的灸法，再碾茶。要慎選烹茶之水、生火之燃料。燒水時要注意水溫，茶煮沸後覊注意泡沫的狀態，分茶時再把泡沫弄成均勻的湯花。對茶色、茶香、茶味也有一定標準。分茶的數量和沖泡次數也有一定限制。

### 痷茶藝
即泡茶藝，始於唐代，但至明代才開始流行。

### 點茶藝
把茶葉碾磨成抹茶，以茶筅攪動而成。其中五代有一種點茶藝稱為漏影春，是把剪成鏤空圖案的纸贴在茶盏內，然後用茶和澱粉製成的茶糁貼在鏤空上，再把紙拿掉，就成為花身，再以荔枝肉为叶，松实、銀杏之类珍物为花蕊，再注入沸汤，然後以茶筅点搅，是在茶盞中造景之藝，娛口娛目。元代倪瓚又創出清泉白石茶，是用核桃、松子和以一些真粉，做成园林假山叠石形状，置于茶汤之中。另外又有加入花朵點茶者

### 流派

#### 風雅派
由陸羽之徒常伯熊開展，講究品茶的服飾、茶具、程序，形式富有觀賞性、藝術性。

#### 禪茶派
即「修行派」茶藝，是僧侶用茶來集中自己的思想，逐漸形成追求正、清、和、雅的禪茶派茶藝，以皎然、盧仝、趙州禪師等人為代表，趙州禪師曾經以「喫茶去」來接引學人。

#### 自然派
自然派茶藝始於明代，主張契合自然。由朱權開創，後有文徵明的徵派茶藝，即文徵明所創的流派，重視品茶之環境，講究幽靜清雅的茶舍。

## 外部連結
- 劉淑芬：〈《禪苑清規》中所見的茶禮與湯禮（页面存档备份，存于）〉
- 中華茶藝概念（页面存档备份，存于）